# Ханс Улрих Рудел
Ханс-Улрих Рудел (Конрадсвалдау, 2. јул 1916 — Розенхајм, 18. децембар 1982) је био немачки пилот-бомбардер који је за време Другог светског рата летео на обрушавајућем бомбардеру Штука. Био је највише одликовани припадник Луфтвафе. Одликован је неким од највиших немачких одликовања укључујући и нека која су установљена само због њега.
Током Другог светског рата уништио је велики број земаљских циљева, преко 500 тенкова и један совјетски бојни брод, Марат.

## Биографија
Рудел се родио у породици протестантског свештеника у граду Конрадсвалду (Шлезија), у Немачкој (у Пољској после 1945. год.). 1936. год. је ступио у Луфтвафе као официр кадет. Због свог лошег образовања прошао је обуку за пилота извиђача.
За време пољске кампање обављао је дуге извиђачке летове. 11. октобра 1939. год. одликован је Гвозденим крстом II класе. У мају 1940. год. примљен је у школу бомбардовања из обрушавања у којој су обучавани будући пилоти Штука. По завршетку обуке распоређен је у бомбардерску групу наоружану Штукама која је била стационирана у близини Штутгарта. Учествовао је у нападу на Француску и у бици за Крит али није имао борбену улогу.
Свој први борбени лет Рудел је извршио 23. јуна 1941. год., дан након почетка Операције Барбароса. Његова пилотска вештина му је врло брзо донела Гвоздени крст I класе који му је уручен 18. јула 1941. год. 23. септембра 1941. год. Рудел је током напада на совјетску луку Кронштат, потопио совјетски бојни брод „Марат".
Током Другог светског рата Рудел је укупно извршио 2.530 борбених летова (светски рекорд) током којих је уништио преко 2.000 земаљских циљева (међу којима 519 тенкова, 70 десантних бродова и преко 150 противтенковских и противавионских топова), као и бојни брод, две крстарице, разарач и 13 авиона. Оборен је чак 32 пута (иза непријатељских линија) али је увек успевао да се врати у своју јединицу. Стаљин је уценио његову главу на 100.000 рубаља.
Био је најодликованији немачки борац. Почетком 1945. год. одликован је златним Немачким крстом, Пилотском извиђачком значком са дијамантима и Значком за учествовање у блиској борби са 2.000 летова у дијамантима. Такође је једини припадник немачких оружаних снага у Другом светском рату који је одликован Витешким крстом Гвозденог крста са зланим храстовим лишћем, мачевима и дијамантима. У фебруару 1945. год. његов авион је погођен противавионском ватром, а Рудел је рањен у десну бутину. Упркос томе што му је повређена нога ампутирана Рудел је захваљујући протези наставио да лети. Предао се америчким снагама у мају 1945. год. Преселио се у Аргентину 1948. год.
После рата Рудел је постао близак пријатељ и повереник аргентинског председника Хуана Перона. Написао је књигу под називом „Упркос свему“ као и књигу сећања која се зове „Штука пилот“ и у којој је подржао већину нацистичких ставова.
Вратио се у Западну Немачку 1953. год. где је постао члан Немачке државне партије. Био је успешан бизнисмен у послератној Немачкој. Умро је 1982. у Розенхајму, а сахрањен је у Дорнхаузену.